# Ewa Lewandowska-Pomes
Ewa Teresa Lewandowska-Pomes (ur. 4 września 1961 w Gorzowie Wielkopolskim, zm. 31 lipca 2016 we Wronkach) – polska wioślarka, olimpijka z Moskwy (1980), trenerka. Córka Lucjana i Józefy (z d. Nowak). Jej kariera sportowa przypada na lata 1976–1985.

## Życiorys
W 1980 r. ukończyła Liceum Ogólnokształcące w Wałczu, a w 1985 r. Akademię Wychowania Fizycznego w Poznaniu (trener).
Należała do takich klubów sportowych jak:
- MKS Wałcz;
- AZS Poznań.

Trenerem jej był Ryszard Koch.

## Osiągnięcia sportowe
- 4 razy zdobyła tytuł mistrzyni Polski (czwórki ze sternikiem i ósemki);
- 1980 - uczestniczka Igrzysk Olimpijskich w Moskwie, w osadzie razem z Teresą Soroką-Frąckowską, Urszulą Niebrzydowską-Janikowską, Wandą Piątkowską-Kiestrzyn, Jolantą Modlińską, Krystyną Ambros-Żurek, Beatą Kamudą-Dudzińską, Wiesławą Kiełsznia-Buksińską, Grażyną Różańską-Pawłowską (sterniczka) - ósemki, odpadły z konkurencji - po 3. miejscu w przedbiegach (3:25.15), a następnie 4. miejscu w repesażach (3:24.04).